# Haploidització
La haploidització és el procés de crear una cèl·lula haploide a partir d'una cèl·lula diploide. Es tracta d'un procediment de laboratori que força a una cèl·lula normal a rebutjar la meitat del seu contingut cromosòmic i quedar-se amb un sol conjunt de cromosomes. Una cèl·lula sotmesa a aquest tractament és equivalent, en els mamífers, a un espermatozoide o òvul.
Aquest va ser un dels procediments emprats per uns investigadors japonesos per a obtenir al ratolí femella Kaguya, que no té pare.